# Visione stereometrica
La visione stereometrica è una visione tridimensionale. 
La parola stereometria deriva dal greco:  sterèos "solido" e metrìa "misurazione", quindi indica la geometria solida o anche spaziale, e la tridimensionalità.